# Aml Ameen

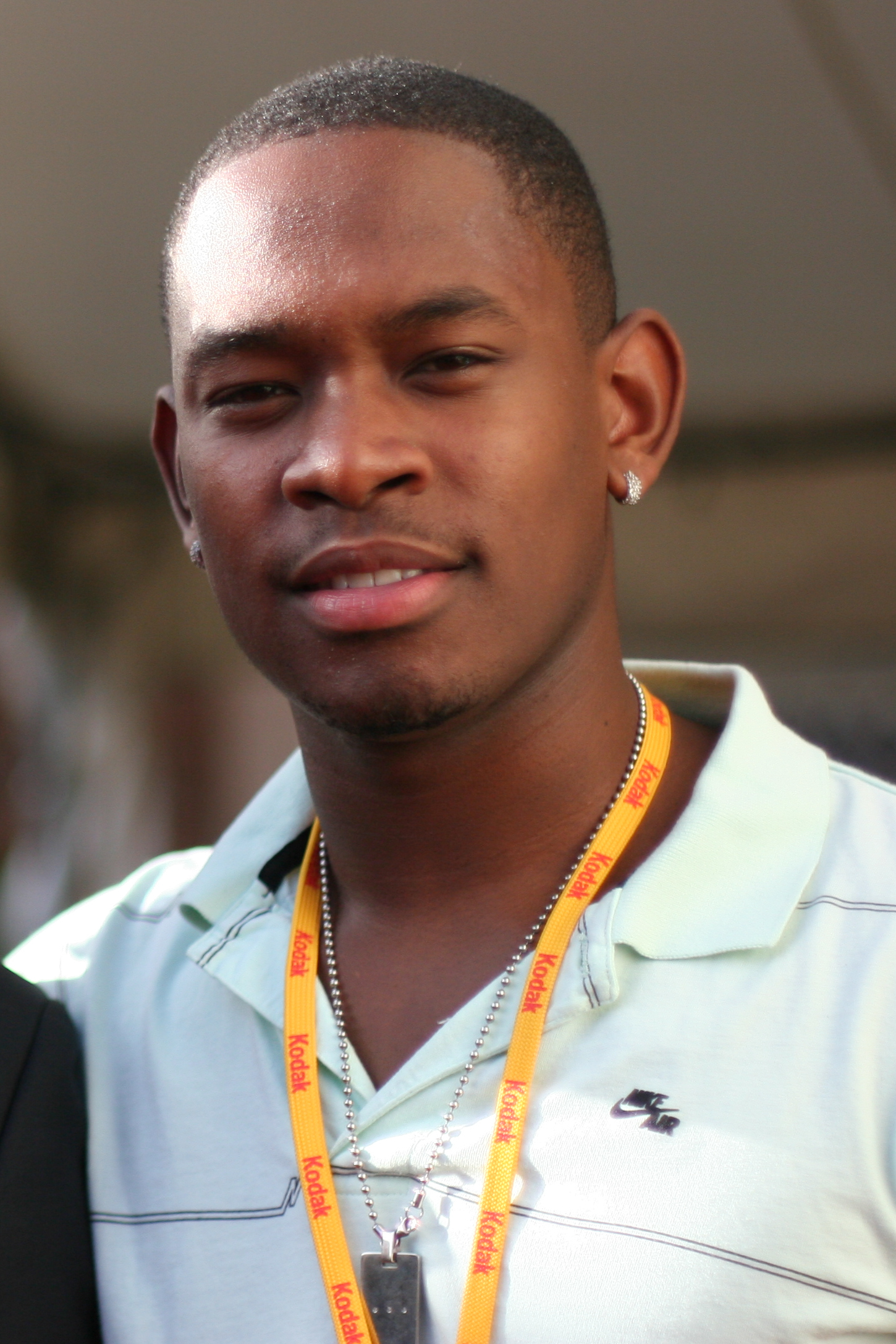
Aml Ameen

Aml Ameen (* 30. Juli 1985 in London) ist ein britischer Theater-, Film- und Fernsehschauspieler.

## Leben
Aml Ameen (gesprochen Am-el) wurde 1985 in London geboren. Seine Eltern stammen aus der Karibik. Ab seinem siebten Lebensjahr besuchte er die Barbara Speake Stage School in West London. Im Alter von 11 Jahren hatte er in der Rolle des jungen Sammy Davis, Jr. in einer West-End-Produktion von Jolson sein erstes Engagement am Theater.

## Fernseh- und Filmkarriere
Seinen ersten Fernsehauftritt hatte er in der Kinder-Show 123 Hullabaloo. Für das Fernsehen stand Ameen zudem bereits 2003 für eine Folge der Serie EastEnders vor der Kamera, in der er Simon spielte. 2004 war er in Bella and the Boys erstmals in einem Fernsehfilm und 2006 in Menhaj Hudas Streets of London – Kidulthood in der Rolle von Trife erstmals in einem Kinofilm zu sehen, und hatte darin gleich eine Hauptrolle erhalten. Zwischen 2002 und 2007 war Ameen in insgesamt 69 Folgen der Fernsehserie The Bill in verschiedenen Rollen zu sehen, ab 2011 in 14 Folgen der Fernsehserie Harry’s Law in der Rolle von Malcolm Davies. 2013 war er neben Forest Whitaker im Film Der Butler zu sehen. 2014 folgten die Rolle von Alby im Film Maze Runner – Die Auserwählten im Labyrinth. Im darauffolgenden Jahr war Ameen in den ersten 12 Folgen der Fernsehserie Sense8 in der Rolle des kenianischen Busfahrers und leidenschaftlichen Jean-Claude-Van-Damme-Fans Capheus Onyango zu sehen.
Im Filmdrama Soy Nero von Rafi Pitts, das im Februar 2016 bei der Internationalen Filmfestspielen in Berlin Premiere feierte, erhielt er die Rolle von Private Bronx. Ebenfalls 2016 war Ameen in der Rolle von Ryan in Der nackte Poet von Jason Barrett zu sehen, im darauffolgenden Jahr in einer Hauptrolle in The Price von Anthony Onah, in dem er Seyi Ogunde spielte. 2017 folgte The Price, in dem er einen nigerianischen Emigranten spielte, der als Harvard-Absolvent an der Wall Street arbeitet. Eine Hauptrolle erhielt Ameen auch in Idris Elbas Regiedebüt Yardie, das Januar 2018 im Rahmen des Sundance Film Festivals seine Premiere feierte, in dem er D spielt, der in London ein Drogenimperium aufbauen soll. Elba wurde wie Ameen in London geboren.
Im Film Parallel von Isaac Ezban, der im Laufe des Jahres 2018 in die Kinos kam, ist er in der Rolle von Devin zu sehen. Mit dem 2011 veröffentlichten Film The Pick Up sammelte Ameen auch erste Erfahrungen als Produzent, Regisseur und Drehbuchautor. Ebenso hat er bei dem bislang unveröffentlichten Film A Night Worth Living Regie geführt und das Drehbuch geschrieben.
Im Sommer 2025 wurde Ameen Mitglied der Academy of Motion Picture Arts and Sciences.

## Filmografie (Auswahl)

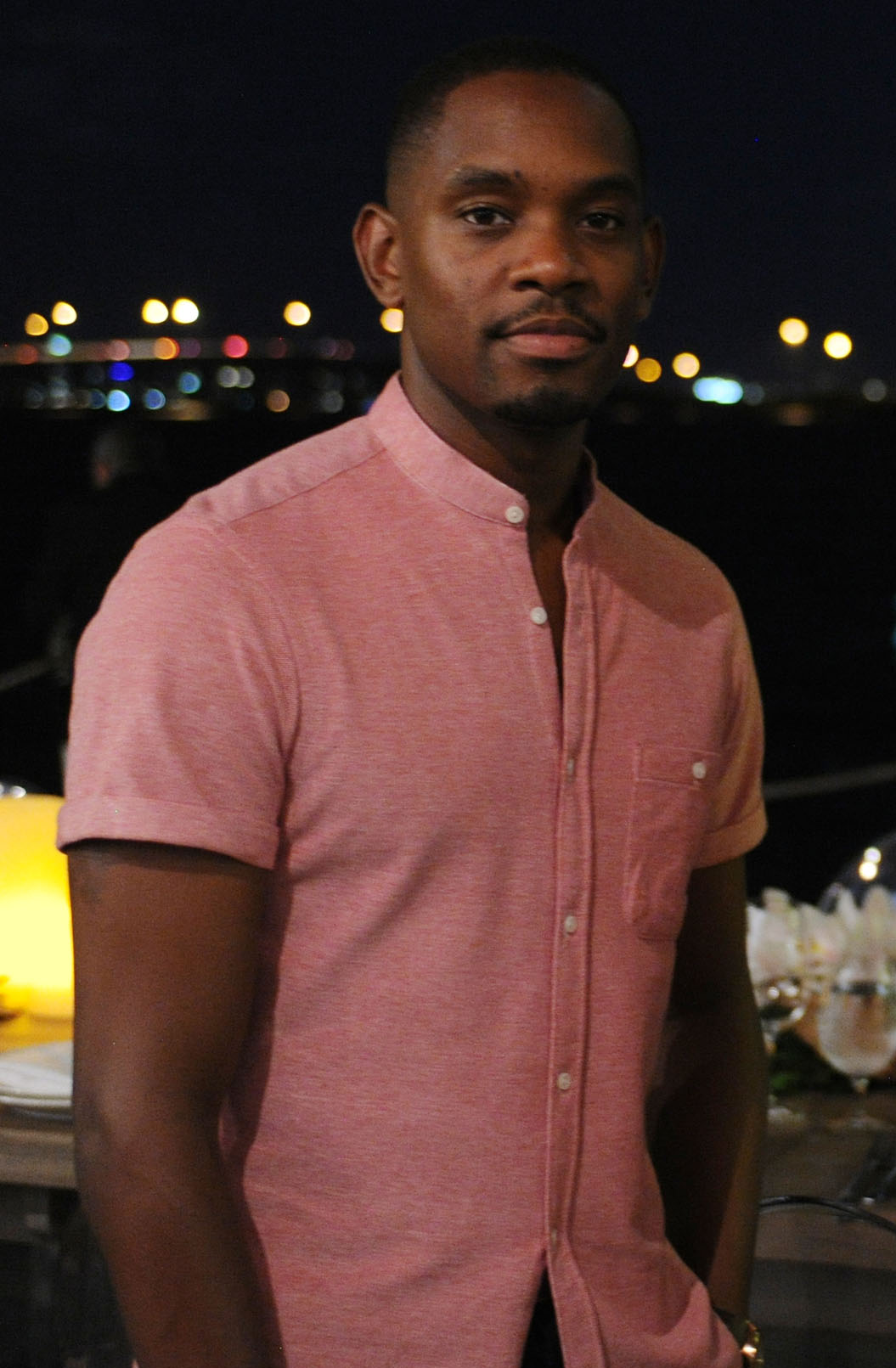
Aml Ameen bei der Vorstellung des Films Soy Nero beim Miami International Film Festival

- 2002–2007: The Bill (Fernsehserie, 69 Folgen)
- 2004: Bella and the Boys (Fernsehfilm)
- 2006: Streets of London – Kidulthood (Kidulthood)
- 2008: Silent Witness (Fernsehserie, 2 Folgen)
- 2010: Shank
- 2011: Red Heart
- 2011: The Pick Up
- 2012: Red Tails
- 2013: Evidence: Auf der Spur des Killers (Evidence)
- 2013: Der Butler (The Butler)
- 2014: Beyond the Lights
- 2014: Maze Runner – Die Auserwählten im Labyrinth (The Maze Runner)
- 2015: Lila & Eve – Blinde Rache (Lila & Eve)
- 2015: Sense8 (Fernsehserie, 12 Folgen)
- 2016: Soy Nero
- 2016: Der nackte Poet (The Naked Poet)
- 2017: The Price
- 2018: Yardie
- 2018: Parallel
- 2019: Inside Man: Most Wanted
- 2020: Renn, Liebling, Renn (Run Sweetheart Run)
- 2021: Till Death – Bis dass dein Tod uns scheidet (Till Death)
- 2023: Rustin
- 2024: Ein ganzer Kerl (A Man in Full, Fernsehserie, 6 Episoden)